# Camerata Picena
Camerata Picena – miejscowość i gmina we Włoszech, w regionie Marche, w prowincji Ankona.
Według danych na styczeń 2010 gminę zamieszkiwało 2298 osób przy gęstości zaludnienia 197,4 os./1 km².